# Marange-Silvange
Marange-Silvange är en kommun i departementet Moselle i regionen Grand Est (tidigare regionen Lorraine) i nordöstra Frankrike. Kommunen ligger i kantonen Marange-Silvange som tillhör arrondissementet Metz-Campagne. År 2022 hade Marange-Silvange 6 517 invånare.

## Befolkningsutveckling
Antalet invånare i kommunen Marange-Silvange
| Referens: INSEE |